# Phytodietus varianae
Phytodietus varianae är en stekelart som beskrevs av Loan 1981. Phytodietus varianae ingår i släktet Phytodietus och familjen brokparasitsteklar. Inga underarter finns listade i Catalogue of Life.